# كسوف الشمس 15 ديسمبر 2039
سيحدث كسوف كلي للشمس في 15 ديسمبر 2039. يحدث كسوف للشمس عندما يمر القمر بين الأرض والشمس، وبالتالي يحجب صورة الشمس كليًا أو جزئيًا عن مشاهد على الأرض. يحدث الكسوف الكلي للشمس عندما يكون القطر الظاهر للقمر أكبر من قطر الشمس، مما يحجب كل ضوء الشمس المباشر، ويحول النهار إلى ظلام. تحدث الكلية في مسار ضيق عبر سطح الأرض، مع كسوف جزئي للشمس مرئي فوق المنطقة المحيطة بعرض آلاف الكيلومترات.
يبدأ الكسوف الكلي في جنوب المحيط الهادئ، ويمر فوق معظم القارة القطبية الجنوبية ويصل عن قرب إلى القطب الجنوبي. سيكون الخسوف الجزئي مرئيًا في الأطراف الجنوبية لأمريكا الجنوبية وأفريقيا. سينتهي في جنوب المحيط الهندي بعد عدة ساعات. 